# Selected Areas in Cryptography
Selected Areas in Cryptography (SAC) è il nome sotto al quale vanno le conferenze internazionali dedicate alla crittografia che si tengono annualmente in Canada ogni mese di agosto dal 1994. Fino al 1999 le conferenze sono state ospitate esclusivamente o presso la Queen's University o presso l'Università Carleton; negli ultimi anni le località sono invece variate molto.
Anche se al SAC sono state presentate ricerche su argomenti crittografici tra i più vari, la maggior parte dei esse si concentra sull'analisi dei cifrari a blocchi.
Dal 2003 il SAC include un discorso d'apertura della conferenza denominato Stafford Tavares Lecture, in onore di uno dei suoi primi organizzatori e sostenitori, tenuto da un membro della comunità crittografica internazionale appositamente invitato.